# Re-Volt
Re-Volt — гоночна відеоігра, розроблена Acclaim Studios London та опублікована Acclaim Entertainment для Microsoft Windows, Nintendo 64, PlayStation та Dreamcast. 
У жовтні 1999 року Acclaim Entertainment випустив Re-Volt Car Editor, який дозволив гравцям експортувати та редагувати або створювати нові машини для ПК версії за допомогою 3D-студії.
На початку 2000 року було оголошено продовження під назвою RC Revenge, а згодом було змінено на RC Revenge, і було випущено в серпні 2000 року для PlayStation, після чого через кілька місяців був покращений порт гри під назвою RC Revenge Pro для PlayStation 2. 

## Порти та перевипуски

### Бета-версія Xbox
Версія Xbox під назвою Re-Volt Live розроблялася з дуже обмеженою бета-версією, що поширюється на закриті бета-тестери. Ця врізана версія Re-Volt була видана бета-тестерам служби Xbox Live до запуску послуги в оригінальній системі Xbox, але на розчарування шанувальників — більш повна версія так ніколи і не вийшла на консоль Microsoft. Повна гра була скасована будчи майже завершеною. Незважаючи на те, що вона не була офіційно випущена, повна версія розробки доступна і її можна грати на модифікованому Xbox, який здатний запускати ігри зі зберігального пристрою.

### Аркадна версія
У вересні 2004 року Tsunami Visual Technologies випустила модифіковану версію Re-Volt для аркадних машин. Цей порт гри відзначався декількома змінами у геймплеї та графіці. Він працював на Microsoft Windows 98 і випускався у двох версіях: TsuMo Standard Non-Motion Sit Down Re-Volt і deluxe model. Як і у режимі Time Trial та багатьох інших аркадних гонках у версії Dreamcast, існує глобальний таймер. Ця версія також містила додаткові траси, серед них, зокрема, розроблена фанатом Венеція від Габора, та нова траса, створена Куртом Арнлюндом, колишнім співробітником Tsunami. 

### Порти мобільних пристроїв
У липні 2010 року WeGo Interactive Co., Ltd., розташована в Сеулі, Південна Корея, придбала всі IP-адреси, пов'язані з Re-Volt, RC Revenge Pro та RC de Go (розроблені та належать Taito) у компанії Throwback Entertainment, заснованої в Торонто.
У липні 2012 року Re-Volt було анонсовано для мобільних платформ iOS та Android. У жовтні 2012 року Re-Volt був випущений для iOS як "Re-Volt Classic". Версія для Android була випущена 24 квітня 2013 року в корейській T-Store, а пізніше в Play Store.

### Перевипуск ПК
3 жовтня 2013 року ПК-версія Re-Volt була перевипущена за допомогою цифрового розповсюдження на GOG.com. Випуск базувався на розробленому спільнотою 1.2 Beta-патчі з додатковою підтримкою оригінальних треків компакт-дисків як MP3- файлів. 14 січня 2014 року гру витягнули на замовлення розробників патчу 1.2 Beta через непорозуміння з видавцями WeGo Interactive, в якому компанія використовувала частини коду, написані спільнотою без належної згоди. 

## Спадщина
Хоча Acclaim Entertainment не працює з 2004 року, шанувальники продовжували підтримувати та розширювати гру, створюючи нові машини та траси, а також керуючи багатокористувацькими серверами. Шанувальники створили крос-платформний клієнт чат/лобі з відкритим кодом, який називається "RV House", що дозволяє гравцям підключатися та грати в Інтернеті. Ця платформа безпосередньо пов'язана з вебсайтом "Revolt Race", на якому, серед інших особливостей, обирається щомісячний набір трас, який служить базою для випробування на час. Крім того, спільнота створила канал Discord, який слугує головним центром для розмов про гру, розміщення, рекламування та приєднання до перегонів, обмін вмістом/модами або навіть допомога в розробці нових інструментів та оновлень для гри — найновіша ітерація складається з "RVGL", крос-платформного перезапису/порту вихідного коду Re-Volt, який працює в основному як в Windows, так і в GNUтрек/Linux. 

## Сприйняття
Тільки в Сполучених Штатах, було продано 16,528 копій комп'ютерної версії Re-Volt в 1999 році.